# アダルト・ビデオ・ニュース
『アダルトビデオニュース』（Adult Video News、AVNまたはAVNマガジン）は、アダルトビデオ産業を扱うアメリカ合衆国の業界誌。ニューヨーク・タイムズはこの雑誌について、ポルノ映画界におけるビルボードに相当するものであると特筆している。アダルト業界のための賞与を目的とした大会をネバダ州のラスベガスにて毎年にわたり催している。 成人向け業界の映画およびビデオのニュースの評価を行っている。その刊行物は500以上の映画批評を携えている。 アダルトビデオ小売業者をターゲットとした広告がその誌面の8割前後を占める。

## 沿革
AVNの歴史は、ポール・フィッシュバイン、アーヴ・スリフキン、バリー・ローゼンブラットという人物らにより、ペンシルベニア州のフィラデルフィアに設立されたことに始まった。スリフキンは、映画からビデオへの業界の移行に伴い、成人映画を批評することに興味が無くなったため、1984年に退いた。ローゼンブラットとフィッシュバインは1987年に不和となった。結局、フィッシュバインは雑誌社をサンフェルナンド・バレーに移転した。

## アダルト・エンターテインメント・エキスポ
AVNアダルト・エンターテインメント・エキスポという大会を例年にわたり催している。舞台となるのはネバダ州のラスベガスで、日時は毎年1月。米国最大のポルノ業界の催し物である。

## アワードショー

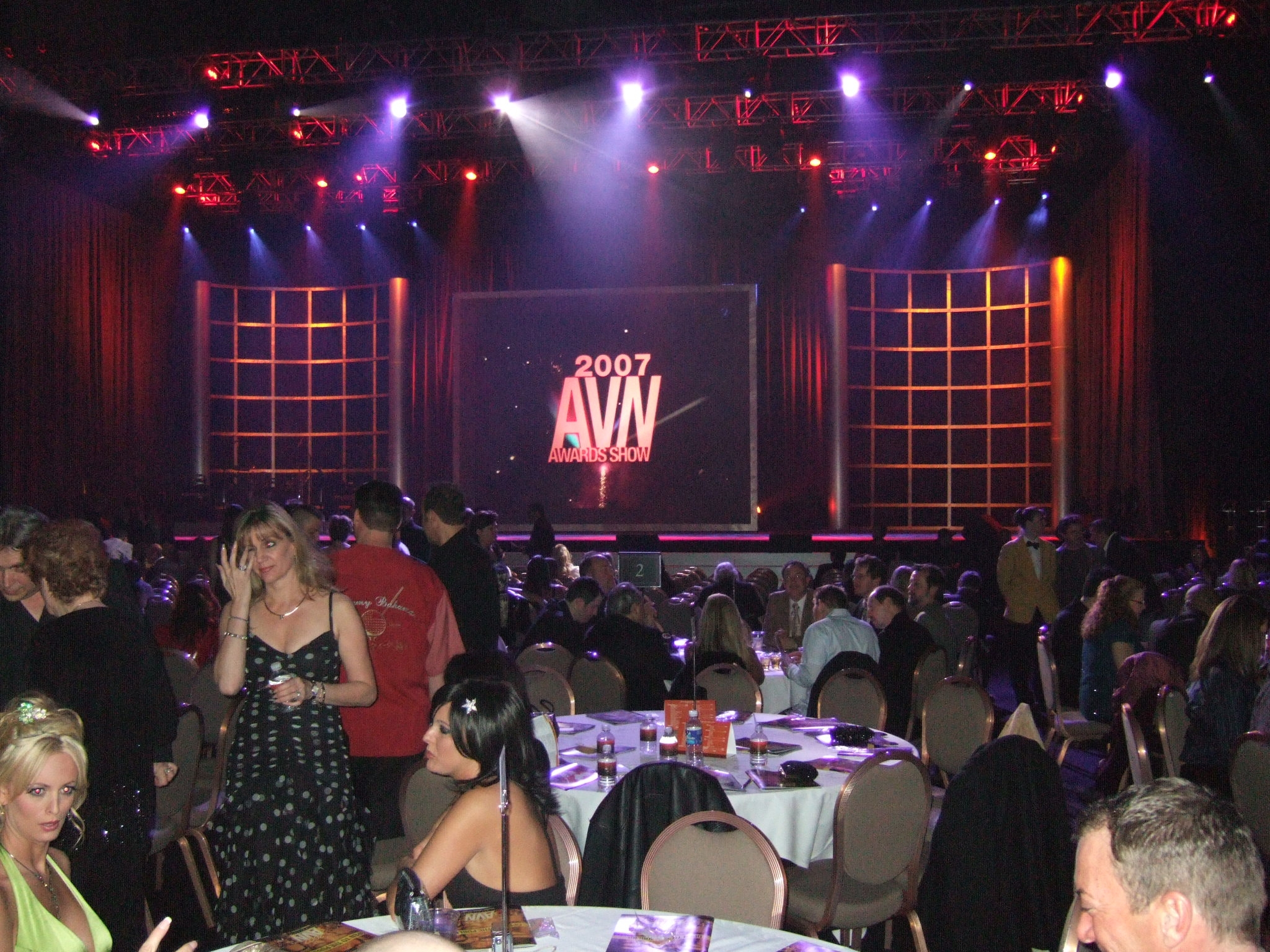
2007年、AVNアワード・セレモニー

### AVNアワード
AVNはオスカーに倣って創始した『AVNアワード』というアダルト業界のための授賞式典を主催している。この賞は新人女優賞を始め100以上の部門を有しており、その式典には毎年数千に及ぶ人間が出席している。
あるスポーツコラムニストは、この賞について、『ナショナル・スペリング・ビー』や『ウエストミンスター・ケンネル・クラブ・ドッグ・ショー』と並ぶ『密かに最も魅惑的なテレビ番組』であるとの評を示した。 一方である性関連の著作家は、『同じ会社と同じ面々が毎年毎年勝つ巨大な馴れ合い大会』との酷評を行っている。

### ゲイVNアワード
ゲイポルノ業界における仕事を讃えるための『ゲイVNアワード』という賞を主催してもいる。ゲイポルノの賞は1988年から10年間にわたってAVNアワードの一部門であるに過ぎなかったものの、1999年をもって独立する運びとなった。